# 美しき麗しき日々
「美しき麗しき日々」（うつくしきうるわしきひび）は、日本の女性歌手で、音楽グループEvery Little Thingのボーカリスト・持田香織による8枚目のソロ・シングル。2012年6月6日に発売された。

## 解説
前作「めぐみ/悲しいときも嬉しいときも」に続いて2ヶ月連続リリースとなる2012年第2弾ソロ・シングル。
表題曲「美しき麗しき日々」は、日本テレビ系水曜ドラマ『クレオパトラな女たち』主題歌として書き下ろされた楽曲。持田がソロで連続ドラマの主題歌を提供するのは初となる。
カップリング曲「tokyo hotaru」は、2012年5月5日-6日に隅田川流域で開催されたイベント『東京ホタル TOKYO HOTARU FESTIVAL 2012』のテーマソングとして製作された。
CD+DVD、CDの2形態でのリリース。
mu-moショップのオリジナル特典は、本人直筆コメント入りオリジナル・ポストカード。

## 収録曲

### CD
全曲作詞、作曲：持田香織
1. 美しき麗しき日々 (5:40)
編曲：中島ノブユキ
日本テレビ系水曜ドラマ『クレオパトラな女たち』主題歌
2. tokyo hotaru (5:28)
編曲：半野喜弘
『東京ホタル TOKYO HOTARU FESTIVAL 2012』テーマソング

### DVD
1. 美しき麗しき日々 (Music Video)